# San Miguel Contla
San Miguel Contla är en ort i Mexiko.   Den ligger i kommunen Santa Cruz Tlaxcala och delstaten Tlaxcala, i den sydöstra delen av landet, 100 km öster om huvudstaden Mexico City. San Miguel Contla ligger 2 360 meter över havet och antalet invånare är 5 761.
Terrängen runt San Miguel Contla är platt åt nordväst, men åt sydost är den kuperad. Runt San Miguel Contla är det mycket tätbefolkat, med 1 018 invånare per kvadratkilometer. Närmaste större samhälle är Tlaxcala de Xicohtencatl, 8,5 km sydväst om San Miguel Contla. Trakten runt San Miguel Contla består till största delen av jordbruksmark.